# 高臺教
高臺教（越南语：／），全称三期普度大道（越南语：／），是1926年起源于越南南部西宁省的一个一神论新兴宗教。今为越南的第三大宗教。
在高台教里，“高台”是最高的神，高台教徒认为他创立了宇宙。高台教徒常常将其简称为“高台德”，意为“令人敬仰的高台神”，全称为“高台仙翁大菩萨摩诃萨”。其公正的标志是神的左眼，代表阴阳中的“阳”、男性创造神，而与代表养育和守护的地母神的“阴”相平衡。
高台教信仰者在实践中祈祷、尊敬先人、非暴力以及素食，以谋求与神之间的结合、并超脱轮回。对越南高台教徒人数的估计存在偏差，官方计算大约440万高台教徒隶属于西宁圣座，如果再加上其他分支，人数将上升至600万。 而信仰者更是成千上万，主要为越南人，居住在北美洲、欧洲和澳洲，高台教圣室（高台教的礼拜场所）遍布全世界。

## 名稱
爲表尊敬，一些高臺敎徒也稱自己的宗敎爲「天敎」（／）。

## 历史

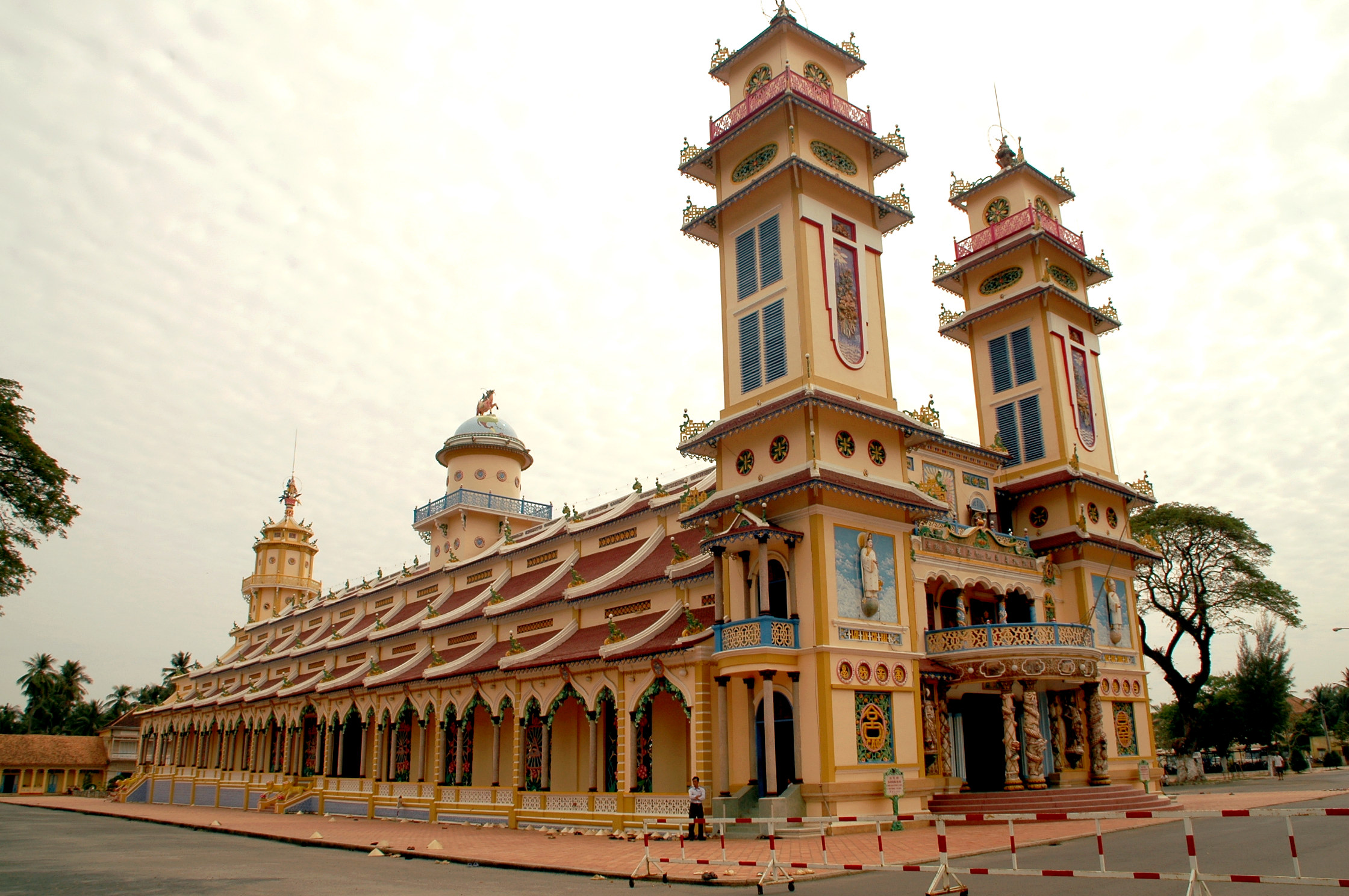
西宁圣座

1921年，法属交趾支那一位名叫吴文昭的公务员自称得到至尊无上神“高臺”的启示，创立了对“高台”的崇拜。他得到“神眼”的幻影，如今该符号成为高台教的标志，并成为所有高台教圣室的中心。
高台教的信徒们断言，在1925年的平安夜，神确认出了自己的第一批高台通灵者，包括范公稷、高琼琚和高怀创。此三人为高台教创始的三位“协天台”灵媒师，在高台教成长中扮演重要角色。范公稷为首席灵媒师，拥有的头衔为“护法”（Hộ Pháp）；高琼琚的头衔为“上品”（Thượng Phẩm），即“宗教助手”；高怀创为“上生”（Thượng Sanh），即“世俗助手”。
1926年10月7日，一位名叫黎文忠的交趾支那政府议员，率领27名“高台”的信徒，一起签署了“高台教创立宣言”，并提交法属交趾支那殖民政府批准。高台教从一个地下组织成为政府认定的合法宗教。

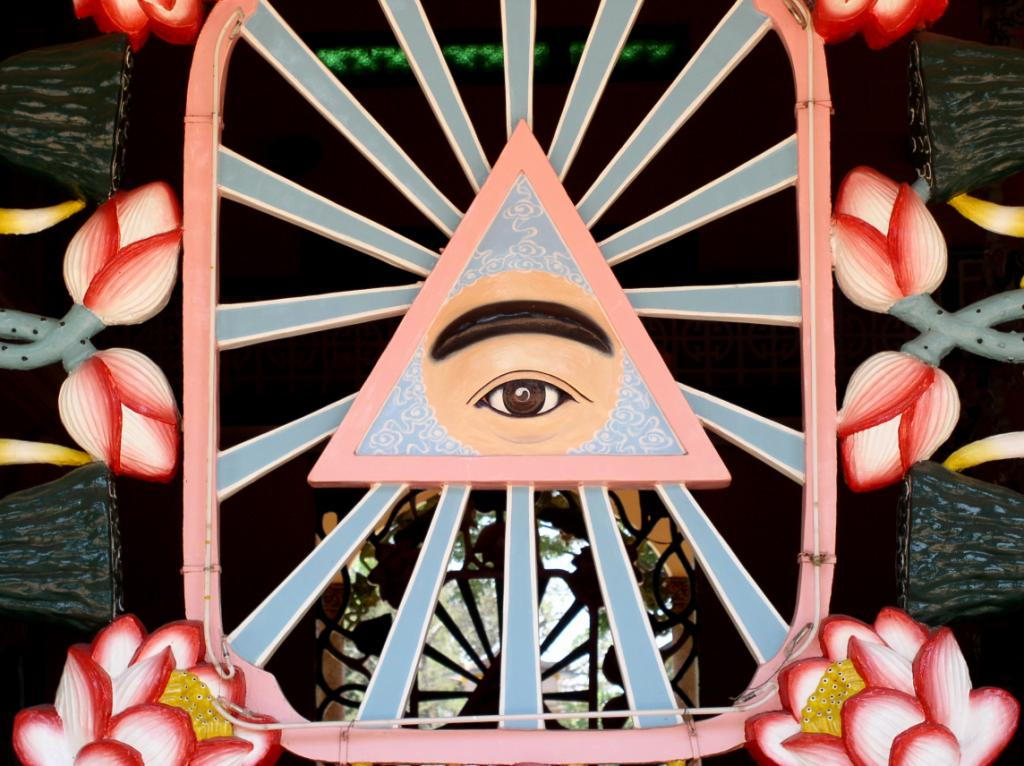
高臺教中代表公正的左眼

高台教正式名字为三期普度大道（Đại Đạo Tam Kỳ Phổ Độ），在其创立的十年内开始流行。至1940年，拥有超过一百万名信徒，并成为拥有交趾支那第五大至第四大信仰人口的宗教。
1930年代，高台教领袖批评法国殖民当局，虽然他也强调与法国人之间对话。此立场是有争议的，与很多高台教“持异议”分支的祈祷仪式对比更多地遵循了道教模式。
在第一次印度支那战争和第二次印度支那战争中，高台教信徒与和好教等数个其他越南派系一起活跃，在政治和军事反抗法国殖民政府势力和南越首相吴廷琰。
在1975年以前，他们批判共产主义势力，这1975年西贡沦陷后成为高台教被打压的因素，新进入的共产主义政权曾试图禁止高台教。1997年，高台教获得官方承认并再次解禁。但是和所有宗教一样，高台教也受到了严密的监视。

## 现状
一般认为，目前越南的高臺教信徒人数约有300万人，有些统计则高达800万人。无论从信徒的总人数，还是从社会影响力来看，高台教都是仅次于佛教和天主教的越南第三大宗教。
高臺教的传播地区主要集中于越南南部的湄公河三角洲地区，特别是其总部所在地——胡志明市西北面的西宁省。
高臺教也传播到了越南以外的一些地方，例如美国、欧洲和大洋洲，高台教在海外共有3万信徒，不过基本上都是越南僑民及其后裔。

## 教义

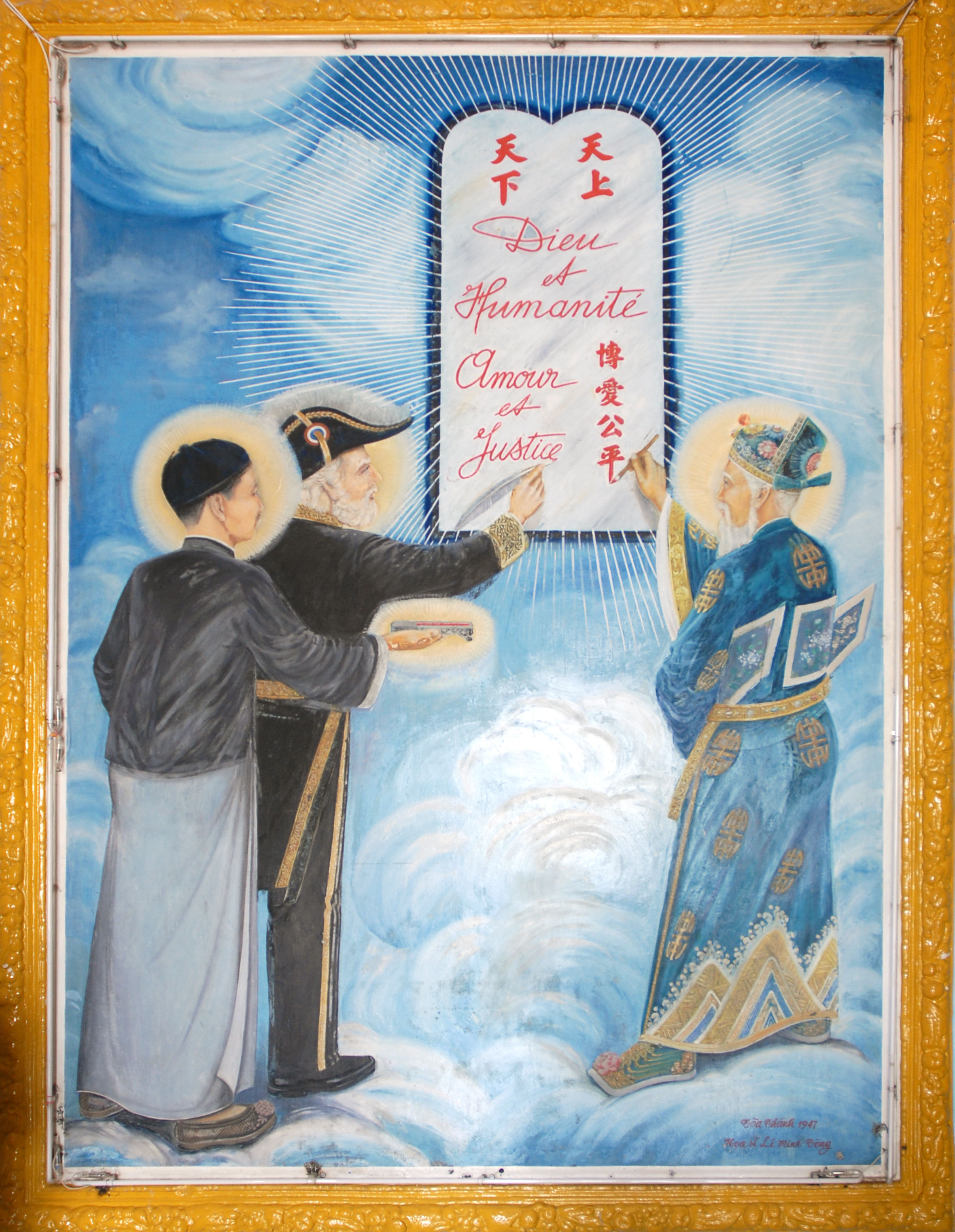
高台三圣，从左向右依次是：孙中山、维克多·雨果和阮秉谦

高臺教是各种宗教的一种综合体，它将在越南盛行的东西方各种宗教：佛教、基督宗教、伊斯蘭教、道教、儒教全都揉和在一起，主张“万教大同”，诸神共处。释迦牟尼、老子 、孔子 、观世音、耶稣、穆罕默德，甚至李白、关公、牛顿、维克多·雨果、莎士比亚、丘吉尔、薩拉丁、孙中山等历代东西方圣贤都被列为该教所供奉的对象。在该教的总部——西宁圣座的门口有所谓“三圣”（神和人类之间的先知）的图像：，从左向右分别是: 孙中山、维克多·雨果和阮秉谦（越南诗人）。不过，在这一切之上，高臺教承认有一位宇宙的最高“主宰者”——高台神，高台教也因此而得名。(「高台」一詞出自「道德經」第二十章，「眾人熙熙，如享太牢，如春登臺」。高台教徒解釋「如春登台」為「上禱高台」，高台就是神靈居住的最高的宮殿的意思。）
在高臺教内，有三教、五道的说法，所谓三教是指佛教、圣教和仙教；五道则是指人道 :儒道（孔子）、伊道（穆罕默德）、圣道（耶穌）、仙道（老子）和佛道（釋迦牟尼）。
高臺教对于宇宙起源的观点，可能是参考了《道德经》，认为在高台神之前，无名、无形的道已经存在；在某一个时候，突然发生了大爆炸，高台神出生了。但只有掌管阳的高臺神，宇宙还无法形成；于是高台神用自己的一部分创造了一个女神（佛）来掌管阴。阴阳出现以后，宇宙就具体化了。这个女神也是宇宙中无数事物之母。因此，高台教不仅崇拜父神高台神，也崇拜母神女神。但是，这个女神（佛）只是掌管阴，自身并不是阴的一部分，其实还是男性。
高台教的全称是“三期普渡大道”。这是因为该教教义认为人类的历史分为三个天启阶段。在大地混沌之初，高臺神这位惟一崇高的造物者透过佛、道、儒启示人类，其后神以耶稣、穆罕默德为神人沟通的桥梁，但由于两次的天启未能达至完美，故高台教自视为世界最后一个接受天启的中介。

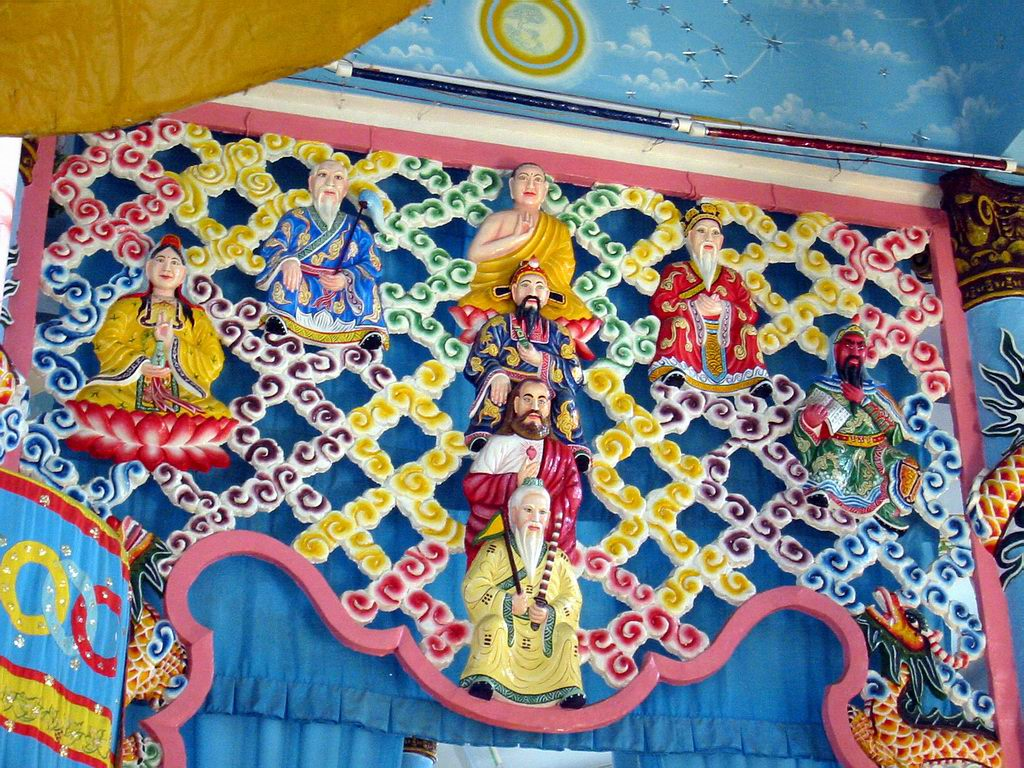
中间竖排从上到下依次为释迦牟尼、李白、耶稣、姜子牙，释迦牟尼佛右手边是老子，左手边是孔子，老子右手边是观音，孔子左手边是关羽

## 庙宇和仪式
高臺教庙宇的建筑风格强烈的体现了这个宗教东西杂揉的特点：既有两座类似哥特式教堂的高大的尖塔以及清真寺的宣禮塔，同时又具有明显的東亞传统风格：不仅外部飞檐翘角，而且庙宇内部竖立着两排雕龙的圆柱。
在高臺教庙宇的供桌上，供奉来源于各个宗教的神像，总计约数十位：最高层中央是释迦牟尼，左右分别是老子和孔子；第二层左是观音，中右分别是李太白和关圣像；第三层是耶稣；第四层除穆罕默德外，还有孙中山等一些东西方圣贤的神像。
在高臺教庙宇的高处，画着象征高台神的符号——一只眼睛，称做天眼，表示人间的任何事情都逃不脱高台神眼的审察。
高臺教庙宇每日6点、12点、18点、24点都要焚香诵经，其中以中午12时举行的最隆重。拜颂时各祭司分别穿着代表儒教的红袍（代表权威）、代表佛教的黄袍（代表德行）、代表道教的蓝袍（代表宽容），而信徒则身穿白袍。脱鞋进入庙宇后，在主持人的带领下，面朝神坛，念经颂唱。 
高臺教教徒遵守佛教的五戒和儒教的中庸之道，蓄发。出家的教徒还必须遵守独身和素食的誓言。
高臺教著名圣室：
- 西宁圣座
- 西贡圣室
- 大叻圣室

## 组织

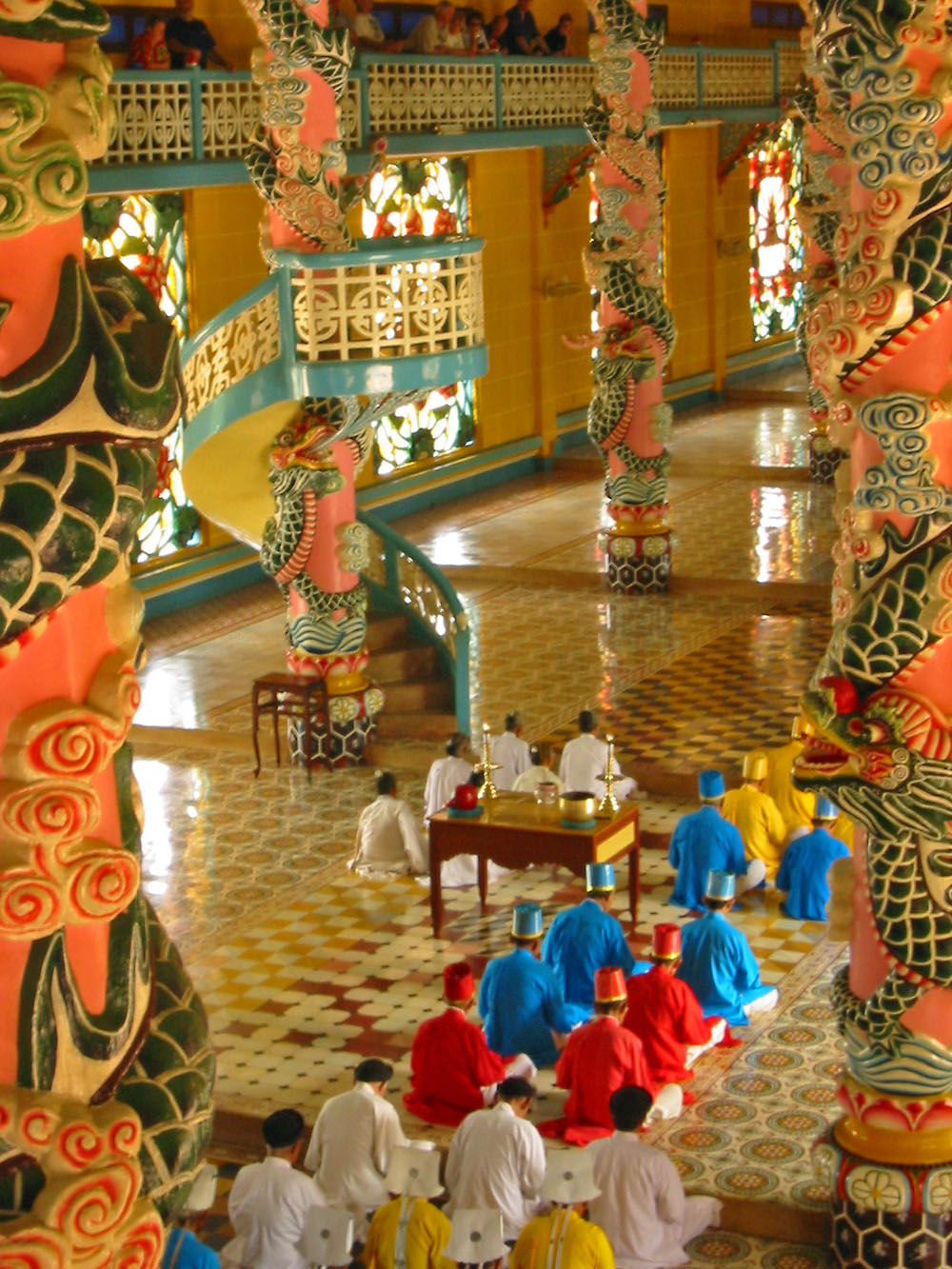
西宁圣座内部

高臺教的组织结构既模仿西方政体的三权分立，其中央机构包括八卦臺（立法机构）、九重臺（行政机构）和协臺（司法机构）3个平等的机构。
高臺教内神职人员的品级系模仿天主教會聖統制制度，同样有神父（／）、主教（／）、大主教（／）、红衣主教（／）、监察枢机主教（／）等头衔，最高头衔同样也是教宗（Giáo Tông）或。大主教有36名；主教有72名。
高臺教强调男女平等，男女都可以担任红衣主教。唯一的区别是女性不可能升到教皇。因为阴不可统治阳。
1972年，该教还创办了高台大学院。

## 教派
高臺教内部也包括十二个派别，称为“高台十二支派”。主要的有仙天派、西宁派、前江派、后江派等。